# Zach Williams

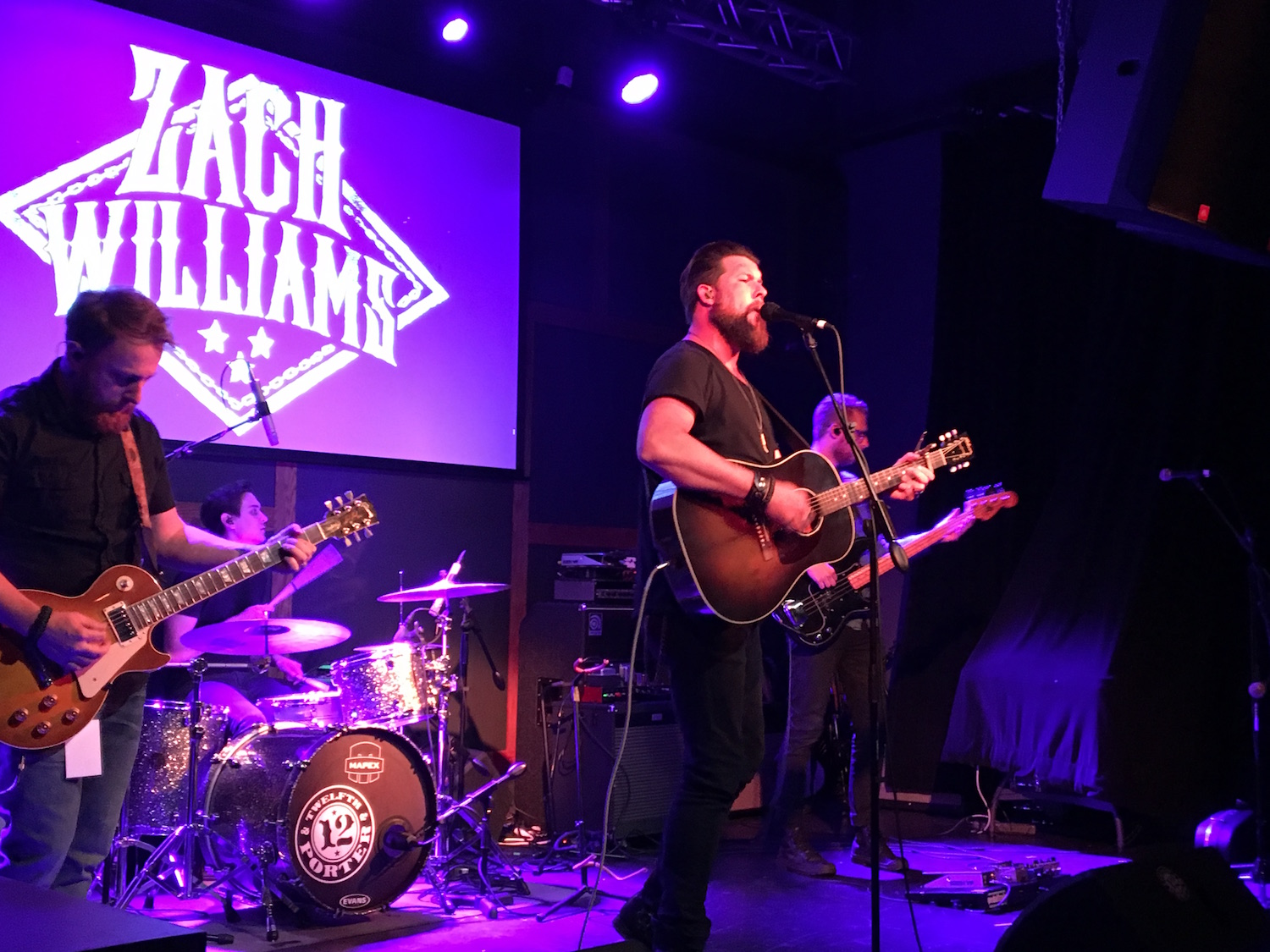
Zach Williams in Nashville (2016)

Zachary Stephen Williams (* 5. März 1981 in Pensacola, Florida) ist ein US-amerikanischer Sänger christlicher Popmusik und Grammy-Preisträger.

## Biografie
Zach Williams wurde in Florida geboren, wuchs aber in Jonesboro in Arkansas auf. 2007 gründete er mit Josh Copeland, Robby Rigsbee, Dustin Dorton und Creed Slater Zach Williams and the Reformation, eine Southern-Rock-Band. Fünf Jahre traten sie zusammen auf und nahmen auch zwei Alben auf, die bei einem Independent-Label erschienen, dann löste sich die Gruppe auf.
Williams wandte sich der Religion zu und wurde Gottesdienstleister in der Baptistengemeinde in Jonesboro. Im Rahmen seiner kirchlichen Tätigkeit trug er auch selbst Musik bei und 2016 unterschrieb er einen Plattenvertrag mit dem Label Provident’s Essential. Mit seiner Debütsingle Chain Breaker hatte er noch im selben Jahr einen großen Hit. 9 Wochen stand er auf Platz 1 der Christian-Songs-Charts in den USA und hielt sich ein ganzes Jahr in den Top 50. Bei den GMA Dove Awards gewann er zwei Auszeichnungen und bei den Grammy Awards war er in der Kategorie Christliche Popmusik für den Song des Jahres nominiert.
Als zweite Single folgte Old Church Choir, das ebenfalls Platz 1 der Hot Christian Songs erreichte. Am erfolgreichsten war es aber in den Christian-Airplay-Charts, wo er mit 20 Wochen auf Platz 1 einen neuen Rekord für einen Solokünstler aufstellte. Nur die Band MercyMe hatte schon einmal drei Wochen mehr erreicht. Wenig später veröffentlichte Williams das nach der Debütsingle benannte Album Chain Breaker, das Platz 2 bei den Christian-Alben einnahm. Es kam auch in die offiziellen US-Verkaufscharts. Bei den Grammy Awards 2018 wurde er erneut nominiert und erhielt diesmal die Auszeichnung für das beste Contemporary Christian Music Album. Bei den Dove-Awards bekam er erneut zwei Auszeichnungen, diesmal auch den als Künstler des Jahres. Mit Fear Is a Liar enthielt das Album noch eine dritte Hitsingle.
2018 erschien Survivor, eine Live-EP mit 6 Songs aus dem Album, aufgenommen im Harding-Gefängnis in Nashville. Sie kam zwar nicht in die Charts, brachte ihm aber 2019 seine dritte Grammy-Nominierung.

## Diskografie

### Zach Williams and the Reformation
Alben
- 2009: Electric Revival
- 2011: A Southern Offering

### Studioalben
| Jahr | Titel                         | Höchstplatzierung, Gesamtwochen, AuszeichnungChartplatzierungen (Jahr, Titel, Platzierungen, Wochen, Auszeichnungen, Anmerkungen) | Höchstplatzierung, Gesamtwochen, AuszeichnungChartplatzierungen (Jahr, Titel, Platzierungen, Wochen, Auszeichnungen, Anmerkungen) | Anmerkungen                                                 |
| Jahr | Titel                         | US | Christ | Anmerkungen                                                 |
| ---- | ----------------------------- | --- | --- | ----------------------------------------------------------- |
| 2016 | Chain Breaker                 | US174 Gold · (1 Wo.)US | Christ2 (392 Wo.)Christ | Erstveröffentlichung: 14. Dezember 2016 Verkäufe: + 500.000 |
| 2019 | Rescue Story                  | US111 Gold · (1 Wo.)US | Christ2 (… Wo.)Christ | Erstveröffentlichung: 4. Oktober 2019 Verkäufe: + 500.000   |
| 2021 | I Don’t Want Christmas to End | — | Christ46 (2 Wo.)Christ | Erstveröffentlichung: 22. Oktober 2021                      |
| 2022 | A Hundred Highways            | — | Christ2 (52 Wo.)Christ | Erstveröffentlichung: 30. September 2022                    |

### EPs
| Jahr | Titel                              | Höchstplatzierung, Gesamtwochen, AuszeichnungChartplatzierungen (Jahr, Titel, Platzierungen, Wochen, Auszeichnungen, Anmerkungen) | Höchstplatzierung, Gesamtwochen, AuszeichnungChartplatzierungen (Jahr, Titel, Platzierungen, Wochen, Auszeichnungen, Anmerkungen) | Anmerkungen                              |
| Jahr | Titel                              | US | Christ | Anmerkungen                              |
| ---- | ---------------------------------- | --- | --- | ---------------------------------------- |
| 2016 | Chain Breaker                      | — | Christ20 (11 Wo.)Christ | Erstveröffentlichung: 23. September 2016 |
| 2018 | Survivor: Live from Harding Prison | — | Christ26 (1 Wo.)Christ | Erstveröffentlichung: 14. September 2018 |

### Singles
| Jahr | Titel Album                                              | Höchstplatzierung, Gesamtwochen, AuszeichnungChartsChartplatzierungen (Jahr, Titel, Album, Platzierungen, Wochen, Auszeichnungen, Anmerkungen) | Anmerkungen                                                                        |
| Jahr | Titel Album                                              | Christ | Anmerkungen                                                                        |
| --- | -------------------------------------------------------- | --- | ---------------------------------------------------------------------------------- |
| 2016 | Chain Breaker                                            | Christ1 Platin · (52 Wo.)Christ | Verkäufe: + 1.000.000                                                              |
| 2017 | Old Church Choir Chain Breaker                           | Christ1 Platin · (45 Wo.)Christ | Verkäufe: + 1.000.000                                                              |
| 2017 | The Call of Christmas –                                  | Christ49 (1 Wo.)Christ |                                                                                    |
| 2018 | Fear Is a Liar Chain Breaker                             | Christ3 Platin · (31 Wo.)Christ | Verkäufe: + 1.000.000                                                              |
| 2018 | Survivor Chain Breaker                                   | Christ11 (27 Wo.)Christ |                                                                                    |
| 2019 | Rescue Story                                             | Christ5 Gold · (38 Wo.)Christ | Verkäufe: + 500.000                                                                |
| 2019 | Heaven Help Me Rescue Story                              | Christ15 (28 Wo.)Christ |                                                                                    |
| 2019 | Walk With You Rescue Story                               | Christ35 (4 Wo.)Christ |                                                                                    |
| 2019 | There Was Jesus Rescue Story                             | Christ2 Platin · (52 Wo.)Christ | Erstveröffentlichung: 3. Oktober 2019 Verkäufe: + 1.000.000; mit Dolly Parton      |
| 2020 | Empty Grave Rescue Story (Deluxe Edition)                | Christ41 (1 Wo.)Christ | Erstveröffentlichung: 28. Februar 2020                                             |
| 2020 | Go Tell It on the Mountain I Don’t Want Christmas to End | Christ17 (4 Wo.)Christ | Erstveröffentlichung: 16. Oktober 2020                                             |
| 2020 | Rattle! Rescue Story (Deluxe Edition)                    | Christ46 (2 Wo.)Christ | Erstveröffentlichung: 13. November 2020 mit Essential Worship feat. Steven Furtick |
| 2021 | Stand My Ground Rescue Story (Deluxe Edition)            | Christ26 (2 Wo.)Christ | Erstveröffentlichung: 19. März 2021                                                |
| 2021 | Turn It Over Rescue Story (Deluxe Edition)               | Christ29 (2 Wo.)Christ | Erstveröffentlichung: 16. April 2021                                               |
| 2021 | The Struggle Rescue Story (Deluxe Edition)               | Christ45 (1 Wo.)Christ | Erstveröffentlichung: 14. Mai 2021                                                 |
| 2022 | Heart of God A Hundred Highways                          | Christ6 (28 Wo.)Christ | Erstveröffentlichung: 29. Juli 2022                                                |
| 2022 | Big Tent Revival A Hundred Highways                      | Christ47 (1 Wo.)Christ | Erstveröffentlichung: 19. August 2022                                              |
| 2022 | Lookin’ For You A Hundred Highways                       | Christ42 (1 Wo.)Christ | Erstveröffentlichung: 9. September 2022                                            |
| 2023 | Sunday’s Comin’ A Hundred Highways                       | Christ29 (20 Wo.)Christ | Erstveröffentlichung: 11. August 2023                                              |
| 2024 | Friend In High Places –                                  | Christ18 (16 Wo.)Christ | Erstveröffentlichung: 11. Oktober 2024                                             |
| 2025 | Jesus Loves –                                            | Christ11 (… Wo.)Christ | Erstveröffentlichung: 31. Januar 2025                                              |
| 2025 | Still –                                                  | Christ32 (… Wo.)Christ | Erstveröffentlichung: 18. Juli 2025 mit Crowder                                    |
| Folgende Lieder erschienen nicht als Single, wurden aber durch das Album zum Download und Streaming bereitgestellt und konnten somit eine Platzierung erlangen: |                                                          | |                                                                                    |
| |                                                          | |                                                                                    |
| 2021 | Less Like Me Rescue Story                                | Christ4 Gold · (28 Wo.)Christ | Verkäufe: + 500.000                                                                |
| 2022 | Jesus’ Fault A Hundred Highways                          | Christ25 (3 Wo.)Christ |                                                                                    |
| 2022 | Christmas Time Is Here I Don’t Want Christmas to End     | Christ37 (2 Wo.)Christ |                                                                                    |
| 2022 | I Don’t Want Christmas to End                            | Christ43 (1 Wo.)Christ |                                                                                    |
| 2024 | Lookin’ For You A Hundred Highways (Extended Edition)    | Christ25 (6 Wo.)Christ | feat. Dolly Parton                                                                 |

### Gastbeiträge
| Jahr | Titel Album                                  | Höchstplatzierung, Gesamtwochen, AuszeichnungChartsChartplatzierungen (Jahr, Titel, Album, Platzierungen, Wochen, Auszeichnungen, Anmerkungen) | Anmerkungen                                                        |
| Jahr | Titel Album                                  | Christ | Anmerkungen                                                        |
| --- | -------------------------------------------- | --- | ------------------------------------------------------------------ |
| 2023 | Cornerstone Life After Death                 | Christ2 (52 Wo.)Christ | Erstveröffentlichung: 17. Februar 2023 tobyMac feat. Zach Williams |
| Folgende Lieder erschienen nicht als Single, wurden aber durch das Album zum Download und Streaming bereitgestellt und konnten somit eine Platzierung erlangen: |                                              | |                                                                    |
| |                                              | |                                                                    |
| 2017 | The First Christmas Decade the Halls, Vol. 1 | Christ35 (3 Wo.)Christ | Tenth Avenue North feat. Zach Williams                             |

## Auszeichnungen
- Grammy Awards
  - Best Contemporary Christian Music Album: Chain Breaker (2019)
- GMA Dove Award
  - New Artist of the Year (2017)
  - Artist of the Year (2018)
  - Pop/Contemporary Recorded Song of the Year: Chain Breaker (2017), Old Church Choir (2018)